# Club Sportivo Ameliano
El Club Sportivo Ameliano, también simplemente conocido como Ameliano, es una entidad deportiva de Paraguay con sede social en el barrio Virgen del Huerto de la ciudad de Asunción y con su campo de juego en la ciudad de Villeta. Su fundación se remonta a 1936, y desde el año 2022 compite en la Primera División de Paraguay.
En el año 2022, hizo historia al coronarse campeón de la Copa Paraguay por primera vez, convirtiéndose en el cuarto club en lograr este título. Además, en el año 2023, consiguió el trofeo de la Supercopa Paraguay.
Disputa el conocido "Clásico de Barrio Jara" contra el Club Tacuary, esto debido a que antes la zona donde se encuentra la cancha de Ameliano pertenecía al Barrio Jara, recién en 1983 se creó el Barrio Virgen del Huerto, a pesar de esto, el nombre se le quedó por tradición y por la cercanía entre ambos clubes. También disputa el Clásico Blanco y Azul o Clásico Asunceno-Villetano contra el Club Olimpia, con el cual posee una gran rivalidad desde que ascendió a Primera División.

## Origen del nombre
Ameliano debe su nombre a Villa Amelia, una de las quintas (casa con amplio jardín) construidas a principios del siglo XX en las afueras del centro de Asunción. Allí se encontraba la primera cancha del club. Dicha zona corresponde hoy en día al Barrio Bella Vista, aunque muchos aún la siguen llamando por su antiguo nombre de Villa Amelia.

## Historia
Fue fundado el 6 de enero de 1936, en la zona de Villa Amelia de Asunción, exactamente en el lugar donde hoy en día se encuentra el Instituto de Medicina Tropical sobre la avenida Venezuela, en este lugar también tuvo su primer campo de juego. Años después el campo de juego fue trasladado, siempre en la misma zona pero más cercano a la avenida España, en este escenario obtuvo su primer título oficial al ganar en el año 1959 la Segunda de Ascenso, tercera y última división del fútbol paraguayo en esos años. Algunos jugadores de aquel equipo campeón fueron Alipio Balmaceda, Ángel Leguizamón, Celedonio Quiñónez, Julio Penayo, Bernardino García, Bartolomé González, Miguel Ángel Osorio, Vicente Salomón y Andrés Maidana. 
Luego en la década de 1970 muda de nuevo su campo de juego al vecino barrio Jara en ese entonces, hasta que en 1983 por ordenanza municipal ese sector del barrio pasa a ser el barrio Virgen del Huerto, pese a ello el club es identificado popularmente con el barrio Jara. En este predio construye el Estadio José Tomás Silva, donde actualmente ejerce de local.
El club figura en El libro Guinness de los récords por un partido jugado el 1 de junio de 1993 ante el club General Caballero CG, en el que el árbitro William Weiler expulsó a 20 jugadores (mayor cantidad de tarjetas rojas en un partido en ese entonces). El encuentro era por el campeonato de la Segunda de Ascenso, cuando esa categoría era la tercera y última categoría del fútbol paraguayo.
Luego de varios años en la última división (Tercera División), en el año 1997 con la creación de la División Intermedia, como la nueva segunda división, el club es uno de los equipos que fueron enviados a la Cuarta División, la nueva última división del fútbol paraguayo desde entonces. En esta última categoría obtuvo un subcampeonato en el año 2000, además del ascenso a la Tercera División. Pero al año siguiente 2001 vuelve a descender a la última división.
En el año 2003 consiguió su segundo título de la "Segunda de Ascenso", aunque en esta ocasión ya era la Cuarta División, así también logró su ascenso a la Tercera División. El título lo logró de forma anticipada ganando las dos ruedas del campeonato.
Se mantuvo en la Tercera División en la temporada 2004 y en el 2005 vuelve a descender a la última división.
En la siguiente temporada 2006 el club obtuvo de nuevo su ascenso a la Tercera División al lograr clasificar a la final del campeonato. Tras los dos partidos finales disputados en el Estadio La Arboleda del Club Rubio Ñu el club obtiene su tercer título de la "Segunda de Ascenso" y la segunda vez desde que es la Cuarta División. En el primer partido derrotó al Club Oriental por 1 - 0, en el segundo partido derrotó de nuevo a su adversario por 3 - 2, de esta forma se consagró campeón de forma brillante del campeonato.
Pero en la temporada 2007 de la Primera B no pudo mantenerse y de nuevo desciende a la Primera División C.
Se mantuvo en la Primera División C desde la temporada 2008 hasta la temporada 2015, en el que logró el subcampeonato y así aseguró el ascenso a la Primera División B, (tercera división).
En la temporada 2016 de la Primera División B, llegó hasta la última fecha del campeonato con posibilidades de lograr el título, pero tras un tropiezo se quedó con el subcampeonato, que le permitirá jugar el repechaje por el último cupo de ascenso a la División Intermedia.
En el 2019 logra el título de campeón y sube a la Intermedia. 
En el 2021, derrota al Club Sportivo Luqueño en la promoción, logrando así el ascenso a Primera División por primera vez en la historia. 

### 2022: Milagro de salvación y un equipo de barrio campeón
El año 2022 empezó complicado para la V azulada, en su primer partido en Primera el 6 de febrero, perdió 3-2 ante Cerro Porteño. Desde ese momento su campaña fue para el olvido, estando varias fechas en el último lugar de la tabla quedando al final en el penúltimo lugar solo por encima de 12 de Octubre y quedando último en los promedios. Pero a pesar de eso, logró en la fecha 7 una histórica victoria ante Olimpia por 2-0 de visitante.
En el Clausura logró recomponer el camino ganando varios partidos (incluyendo una victoria en la fecha 1 ante Libertad) pero al inicio de la segunda rueda, perdió ante el mismo rival por 2 a 1, siendo esta derrota la que hizo que destituyeran a Humberto García y fuera reemplazado por el argentino Juan Pablo Pumpido, quien salvó a Sol de América el año pasado del descenso. Sin embargo, la campaña con el argentino fue irregular, ganando solo 2 partidos y estando cerca del descenso. Por lo que la V azulada necesitaba ganar sus últimos partidos si no quería descender y esperar resultados de los otros comprotemidos con el descenso.
Mientras tanto en la Copa Paraguay, Ameliano estaba haciendo una gran campaña, llegando hasta la final contra Nacional, con quien curiosamente también jugaba después de la final, en el torneo y a quien debía ganar para tener aún esperanza de la permanencia en Primera.
Y en ambos partidos Ameliano salió victorioso, ganando en la final 4-3 en penales después de un empate a 1; saliendo campeón. Y en el torneo ganándolo 2-0.
En la última fecha necesitaba ganarle a Guaraní para no descender.
Pero el partido empezó complicado para el equipo de Barrio Jara, que recibió 2 goles en el primer tiempo y terminando este con el resultado abajo de 2-0, mientras que Sol de América se salvaba del descenso con su empate sin goles ante General Caballero JLM, sin embargo en el segundo tiempo, todo iba a cambiar. La remontada empezó al 52 cuando Jorge Morínigo metió el 1-2, y luego metió Alex Arce al 56 y 88, remontado el partido a 3-2, al final Pablo Zeballos metió el 4-2 de penal. Y a pesar haber jugado con 10 por la expulsión de Paredes, Ameliano logró la proeza de una remontada soñada, dejando en el descenso a Sol de América y quedando al final en el puesto 6 de la tabla. Haciendo un año que empezó mal pero luego lo cerraron con broche de oro.
En 2024, Ameliano tuvo una destacada participación en la Copa Sudamericana, siendo primero de su grupo.

## Estadio
Anteriormente el club disputaba sus encuentros de local en el Estadio José Tomás Silva, situado en la ciudad de Asunción, en las proximidades de la Universidad Americana. Dicha edificación se remonta a la década de 1970 y posee una capacidad para 800 espectadores.

Estadio José Tomás Silva en Asunción.

Estadio La Fortaleza del Pikysyry en Villeta.

Desde el 22 de febrero de 2025, el club disputa sus partidos en el estadio La Fortaleza del Pikysyry, que se encuentra ubicado en el municipio de Villeta (a unos 30 km de Asunción) y posee una capacidad para 7.000 espectadores. Aunque en una segunda etapa a futuro, existen planes para ampliar su capacidad hasta los 14.000 espectadores y poder disputar allí algunos partidos internacionales.

## Indumentaria

### Uniforme titular
Los colores distintivos del Club Sportivo Ameliano se reflejan en sus uniformes principales. El uniforme titular se caracteriza por una camiseta blanca con una «V» azul en el frente, acompañada por pantalón blanco y medias blancas. La “V” Azul de su indumentaria lo utiliza desde la fundación del Club que es el 06 de Enero del año 1936, La “V” en la casaca es en honor a quienes defendieron la tierra guaraní en la batalla conocida como La Guerra del Chaco que tenían al Paraguay y Bolivia como protagonistas y simboliza la “V” de la Victoria y el color azul de la “V” es en honor al Presidente de la República de la Victoria como se lo conoce en Paraguay al Dr. Eusebio Ayala que es de origen Liberal.

### Uniforme alternativo
El uniforme alternativo presenta una camiseta azul con una «V» blanca en el frente, combinada con pantalón azul y medias azules. El proveedor actual de las indumentarias deportivas del club es Netanya Sports

### Tercer uniforme
Mientras que el tercer uniforme, es de un llamativo y distintivo color rojo con una «V» blanca en el frente con unos shorts rojos y medias rojas. Estos colores fueron elegidos como un homenaje al extinto Club General Caballero de San Felipe, originario del Barrio Ricardo Brugada de Asunción, quien en 2013 adquirió un terreno en Villeta, donde se mudó en 2018 construyendo allí un estadio con capacidad para 1000 personas (con miras a expandirse a 5000 espectadores en el futuro), pero debido a sus malos resultados en la cuarta división (de la cual fue 11 veces desprogramado), problemas económicos, problemas internos en la dirigencia y problemas con el cumplimiento de los requisitos exigidos por la APF, el club terminó cerrando sus puertas para siempre en 2022 y vendiendo su predio de Villeta en noviembre de 2023 al Club Sportivo Ameliano, quien había sido su antiguo rival en numerosos partidos de la cuarta división durante muchos años.

## Datos del club
El Club Sportivo Ameliano ha tenido la siguiente trayectoria en las divisiones del fútbol paraguayo:
- Temporadas en Primera División: 4 (2022-2025).
- Temporadas en División Intermedia: 2 (1960 y 2021).
- Temporadas en Primera División B Metropolitana: 65 (1939-1959, 1961-1996, 2001, 2004-2005, 2007, 2016-2019).
- Temporadas en Primera División C: 15 (1997-2000, 2002-2003, 2006, 2008-2015).

## Jugadores

### Jugadores destacados
Marcos Caballero: destaca por su larga trayectoria en el club, con más de una década de servicio. Además, se destacó como goleador de la Cuarta División en la temporada 2008.
 Fabián Caballero: sobresale por haber desempeñado roles tanto como jugador como entrenador del club en una misma temporada.

## Palmarés
Torneos Nacionales
| Año  | Competición            | Ronda                    | Rival                | Local | Visita       | Global       |
| ---- | ---------------------- | ------------------------ | -------------------- | ----- | ------------ | ------------ |
| 2023 | Copa Sudamericana 2023 | Fase 1                   | Guaraní              | N/A   | 3-1          | 3-1          |
| 2024 | Copa Sudamericana 2024 | Fase 1                   | Olimpia              | 2-0   | N/A          | 2-0          |
| 2024 | Copa Sudamericana 2024 | Fase de grupos (Grupo E) | Athletico Paranaense | 1-4   | 0-1          | 2-4          |
| 2024 | Copa Sudamericana 2024 | Fase de grupos (Grupo E) | Danubio              | 2-1   | 0-0          | 2-1          |
| 2024 | Copa Sudamericana 2024 | Fase de grupos (Grupo E) | Rayo Zuliano         | 1-0   | 0-4          | 5-0          |
| 2024 | Copa Sudamericana 2024 | Octavos de final         | Libertad             | 1-1   | 0-0 (3:4 p.) | 0-0 (3:4 p.) |
| 2025 | Copa Sudamericana 2025 | Fase 1                   | Sportivo Luqueño     | N/A   | 2-0          | 2-0          |

|                         | Títulos     | Subcampeonatos |
| ----------------------- | ----------- | -------------- |
| Copa Paraguay (1):      | 2022.       |                |
| Supercopa Paraguay (1)  | 2022.       | -              |
| Tercera División (2/4): | 1959, 2019. | 1971, 2016.    |
| Cuarta División (2/4):  | 2003, 2006. | 2000, 2015.    |

## Otros deportes
El equipo de futsal actualmente milita en la Categoría Honor, segunda división del sistema de ligas de futsal del país.